# Polystachya bennettiana
Polystachya bennettiana är en orkidéart som beskrevs av Heinrich Gustav Reichenbach. Polystachya bennettiana ingår i släktet Polystachya och familjen orkidéer. Inga underarter finns listade i Catalogue of Life.